# Conus baileyi
Conus baileyi е вид охлюв от семейство Conidae. Видът не е застрашен от изчезване.

## Разпространение и местообитание
Разпространен е в Австралия (Куинсланд), Нова Каледония, Соломонови острови, Фиджи и Филипини.
Среща се на дълбочина от 120 до 500 m, при температура на водата от 14 до 21,7 °C и соленост 35,2 – 35,7 ‰.